# Předseda vlády Lotyšska
Ministr-prezident Lotyšské republiky (lotyšsky: Latvijas Republikas Ministru prezidents) je hlavou vlády a vůdce výkonné moci Lotyšska. Jde o nejsilnější figuru v lotyšském politickém systému, byť v ceremoniální hierarchii je až třetím za prezidentem a předsedou parlamentu (Saeima). V letech 1990 až 1993 se funkce nazývala předseda Rady ministrů Lotyšské republiky. Premiér je vybrán prezidentem na základě výsledků voleb, navolí si ministry a musí získat pro tento kabinet důvěru v jednokomorovém lotyšském parlamentu. Může trvale převzít řízení některého z ministerstev. Úřad předsedy vlády naopak není slučitelný s žádnou jinou placenou funkcí ve státní správě, s výjimkou funkce poslance parlamentu a učitele na státní vzdělávací instituci. Obdobně osoba zastávající úřad předsedy vlády nesmí působit v soukromých podnicích nebo institucích, které dostávají finanční prostředky od státu. Na předsedu vlády dohlíží Úřad pro prevenci a boj proti korupci a Služba pro analýzu informací. Předseda vlády oznamuje demisi vlády prezidentovi a předsedovi parlamentu, který toto oznámení zařadí na pořad jednání příštího plenárního zasedání. Předseda vlády, který odstoupil, pokračuje ve výkonu svých povinností, s výjimkou případů, kdy parlament jmenuje osobu, která se dočasně ujme úřadu. Pokud premiér požádá některého ministra o demisi, tento musí odstoupit. Pokud však jmenuje ministra nového, ten musí získat osobně důvěru v parlamentu.